# Sinodontins
Els sinodontins (Synodontinae) són una subfamília de peixos teleostis que pertany a la família Synodontidae.

## Gèneres
- Synodus
- Trachinocephalus